# 日野政重
日野 政重（ひの まさしげ）は、安土桃山時代から江戸時代初期にかけての武将。小早川氏、毛利氏家臣で長州藩士。父は日野景幸。兄に日野元重。

## 生涯
小早川隆景麾下の毛利氏家臣・日野景幸の四男として生まれる。
元和7年（1621年）2月1日には毛利輝元から「九郎右衛門尉」の官途名を与えられた。元和9年（1623年）に父・景幸が死去し、元和10年（1624年）1月11日に景幸に与えられていた1000石の知行が兄・元重に与えられ、元重に与えられていた長門国美祢郡伊佐郷の内の200石が政重に与えられた。また、佐々部若狭守と共に輝元の奏者番を務めた。
寛永7年（1630年）11月30日に死去。嫡男の就正が後を継いだ。